# 中山通幽
中山 通幽（なかやま つうゆう、1862年4月19日（文久2年3月21日） - 1936年（昭和11年）5月17日）は、日本の宗教家。岡山県出身。宗教団体・福田海（ふくでんかい）の開祖。旧姓・薬師寺。本名・多田盛太。多田通幽とも。

## 生涯
備中国（現在の岡山県高梁市）に生まれる。3歳で吉備津の多田家の養子となる。
16歳で小学校教員となる。当山派で修験道を修する。また、井上円了の哲学館に学び、大阪に関西哲学館を開く。1895年（明治28年）、大阪市天王寺伶人町に宗教団体・無縁法界講を結成し、無縁仏の供養に取り組む。
1908年（明治41年）、大阪で神道・儒教・仏教・道教を折衷した宗教団体・福田海を開宗し、陰徳積善を説く。
1927年（昭和2年）に岡山県に帰郷し、吉備中山の有木山青蓮寺（現・岡山市北区吉備津）を福田海の聖地とする。ここに「牛の鼻ぐり塚」をつくり、食肉の犠牲となる動物を供養する。福田海の信徒（「海員」と呼ばれる）は京都市の化野念仏寺や滋賀県の石塔寺の整備など各地に足跡を残す。また、墓相学を深く研究した。
1936年（昭和11年）5月17日に死去。没後の同年8月13日に、中山が療養中に受けた看護に感銘したことがきっかけで、兵庫県川西町（現・川西市）の所有地にナイチンゲール像が建立された。